# Jacques Léonor Rouxel
Jacques Léonor Rouxel (* 31. Mai 1655 in Chalancey; † 6. November 1725 in Paris) war ein französischer Aristokrat und Militär. Er war Comte de Médavy et de Grancey, Ritter im Orden vom Heiligen Geist, Marschall von Frankreich etc. Bis zu seiner Ernennung zum Marschall trat er unter dem Namen Comte de Médavy auf.

## Leben
Jacques Léonor Rouxel war der Sohn von Pierre (II.) Rouxel, Comte de Grancey, und Henriette de La Palu. Sein Großvater war der Marschall Jacques Rouxel de Médavy.
Holländischer Krieg
Er begann seinen Militärdienst 1673 im Alter von 18 Jahren als Kadett in der Garde du corps du roi und nahm an der Belagerung von Maastricht teil, das am 29. Juni kapitulierte. Im Jahr darauf nahm er an der Eroberung der Freigrafschaft Burgund, von Besançon (15. Mai) und Dôle (6. Juni) teil, und kämpfte in der Schlacht bei Seneffe (11. August). Am 7. März 1675 wurde er – nach der Demission seines Onkels, des Marquis de Grancey – Colonel im Régiment de Grancey, an dessen Spitze er unter dem Kommando des Marschall Créquy bei der Niederlage an der Konzer Brücke kämpfte (11. August), in der er verwundet und gefangen genommen wurde. 1676 nahm er unter Marschall Schomberg an der Aufhebung der Belagerung von Maastricht des Prinzen von Oranien teil (27. August), am 11. Dezember 1677 an der Eroberung von Saint-Guilain, am 14. August 1678 an der Schlacht bei Saint-Denis und 1683 an der Belagerung von Kortrijk.
Pfälzischer Erbfolgekrieg
Am 24. August 1688 wurde er Brigadier de l’Armée und nahm in dieser Funktion an den Belagerungen von Philippsburg, Mannheim, Speyer, Worms, Oppenheim, Trier und Frankenthal teil. 1689 war nahm er an der Verteidigung von Bonn teil, das am 12. Oktober kapitulierte, am 18. August 1690 kämpfte er in der Schlacht bei Staffarda, in der der Herzog von Savoyen von Marschall Catinat geschlagen wurde, bei der Eroberung von Saluzzo in der darauf folgenden Nacht, und der Kapitulation von Susa (12. (Stadt) bzw. 13. November (Burg)). Er diente in der gleichen Armee, die 1691 Villefranche und Nizza eroberte, und sich 1692 in der Defensive hielt.
Am 1. Oktober 1692 wurde er zum Gouverneur von Dünkirchen ernannt, am 30. März 1693 zum Maréchal de camp, woraufhin er das Kommando seines Regiments abgab. In seinem neuen Rang kämpfte er in der Schlacht bei Marsaglia (4. Oktober 1693), in der er einen lebensgefährlichen Gewehrdurchschuss durch den Rumpf erlitt. 1694/95 gab es hier keine bemerkenswerten Aktivitäten.
1696 nahm er an der Belagerung von Valenza teil, die am 6. Oktober aufgehoben wurde, als der Kaiser und der König von Spanien die Neutralität Italiens akzeptiert hatten (Vertrag von Vigevano). Als Angehöriger der Flandernarmee nahm er 1697 an der Eroberung von Ath teil (5. Juni).
Spanischer Erbfolgekrieg
1701 gehörte er der Deutschlandarmee unter dem Kommando des Herzogs von Burgund an, die weitgehend passiv blieb. Am 29. Januar 1702 wurde er zum Lieutenant-général des armées du Roi ernannt. In diesem Rang wurde er am 29. Januar 1702 der Italienarmee zugeordnet und kämpfte am 15. August in der Schlacht bei Luzzara. 1703 war er Oberkommandierender im Trentino, wobei es ihm gelang, gegen die Kaiserlichen Riva, Arco, Nargo und Tobolé zu verteidigen. Am 21. Mai 1704 wurde er Gouverneur von Argentan, das Amt war durch den Tod seines Vaters am Tag zuvor vakant geworden. Im gleichen Jahr nahm er an den Belagerungen von Vercelli und Ivrea teil, sowie an den Kämpfen beim belagerten Verrua (24. Dezember), im Jahr darauf an der Kapitulation von Verrua (9. April) und der Schlacht von Cassano (16. August) teil.
Am 19. April 1706 kämpfte er in der Schlacht bei Calcinato, dem Sieg über den Grafen Reventlow. Am 1. September wurde er Oberkommandierender einer französischen Armee in Italien, kam dem belagerten Castiglione zu Hilfe und trug am 9. September 1706 einen vollständigen Sieg über den Prinzen von Hessen-Kassel in der Schlacht bei Castiglione davon, bei dem 3000 Gegner getötet und 3500 gefangen genommen wurden, und wodurch er die Belagerung Castigliones aufheben konnte. Am 23. Oktober 1706 wurde er zum Ritter im Orden vom Heiligen Geist ernannt.
Bis zum April 1707, bis zur Rückführung der Truppen nach Frankreich, diente er als Oberkommandierender der französischen Truppen in Italien, im Mai wurde er zum Generalgouverneur des Herzogtums Nivernois und Donziois ernannt (Herzog Philippe Julien Mancini war am 8. Mai gestorben), sowie (am 12. Juni) zum Kommandeur der Truppen in der Dauphiné und in Savoyen unter Marschall Tessé, mit denen er die Belagerung von Toulon durch den Herzog von Sayoven und den Prinzen Eugen aufhob (22. August).
In den Jahren 1708 und folgende nahm er an allen militärischen Aktivitäten in der Dauphiné und der Provence teil, 1708 unter Marschall Villars, ab 1709 unter Marschall Berwick. Am 1. Januar 1711 erfolgte seine formelle Aufnahme in den Orden vom Heiligen Geist. Ihm gelang es, das Übergreifen der Pest, die in der Provence wütete, auf das Kernland zu verhindern.
Letzte Jahre
1717 gab es das Amt des Gouverneurs des Nivernais ab. Am 11. Juni 1718 wurde er – zusätzlich zum Kommando in der Dauphiné – zum Oberkommandierenden in der Provence ernannt. Am 30. August 1719 wurde er Gouverneur von Thionville, am 30. August 1720 von Stadt und Fürstentum Sedan. Am 2. Februar 1724 wurde er zum Marschall von Frankreich ernannt, den zugehörigen Eid leistete er am 21. Mai. Im September trat er als Gouverneur von Thionville zurück.
Er starb am 6. November 1725 in Paris.
Sein Vater trat ihm die Güter und die Baronie Médavy ab, sein Großonkel, der Erzbischof von Rouen François Rouxel de Médavy († 1691), die Güter und Grafschaft Grancey und machte ihn zu seinem Universalerben. Sein Onkel François Bénédict Rouxel, der Marquis de Grancey, gab ihm Güter und Lehen der Burg Almenesche-Painthievre, von La Quatorzaine und die allgemeinen Lehen, die 1723 der Baronie Médavy zugeschlagen wurden, ebenso wie Lehen und Güter von Boissey, Marigny und Le Bois-Maheult. Er ließ das Schloss Grancey in La Romaine bauen.

## Ehe und Familie
Jacques Léonor Rouxel heiratete am 12. Juni 1685 in Paris (Saint-Eustache) Marie Thérèse Colbert, Tochter von Édouard François Colbert, Comte de Maulevrier, Chevalier des Ordres et Lieutenant-général des Armées du Roi, Gouverneur de Tournai, und Madelene de Bautru (Haus Colbert). Ihre Kinder sind:
- Elizabeth Victoire Rouxel (* 27. März 1686; † 16. Januar 1716 im Kindbett); ⚭ 1713 François Rouxel, Marquis de Grancey, ihren Onkel
- Kind († bei der Geburt)
- Françoise Elizabeth Rouxel (* 4. Dezember 1692; † im gleichen Jahr)

Darüber hinaus hatte er einen unehelichen Sohn, Éléonor Hugues bâtard de Rouxel, dit de Jouy (* 28. Dezember 1693), 1720 Kleriker in der Kapelle des Herzogs von Orléans, Regent von Frankreich, 1723 Kaplan des Lazarus-Ordens.